# Besucherbergwerk Abraumförderbrücke F60

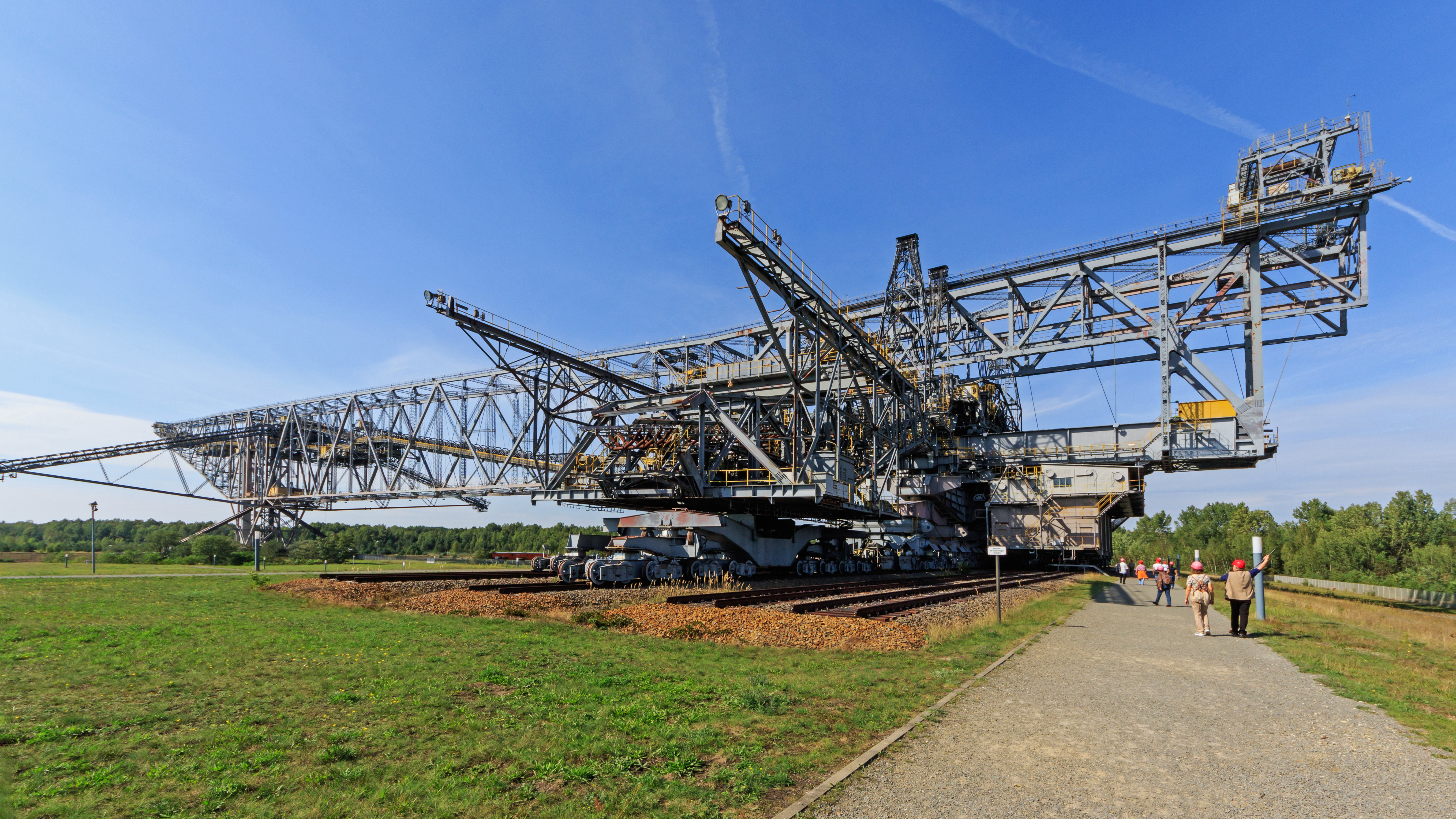
Gesamtansicht der Förderbrücke

Das Besucherbergwerk Abraumförderbrücke F60 befindet sich am Bergheider See nahe der Ortslage von Lichterfeld im südbrandenburgischen Landkreis Elbe-Elster.
Die hier ausgestellte Abraumförderbrücke F60 wurde von 1991 bis 1992 im Braunkohletagebau Klettwitz-Nord bei Klettwitz eingesetzt. Die Förderbrücke ist heute ein Projekt der Internationalen Bauausstellung Fürst-Pückler-Land und der Öffentlichkeit zugänglich. Außerdem ist sie ein Ankerpunkt der Europäischen Route der Industriekultur (ERIH). 
Die Förderbrücke F60 wird aufgrund der Maße und der vergleichbaren Konstruktion auch als liegender Eiffelturm (der Lausitz) bezeichnet.

## Geschichte

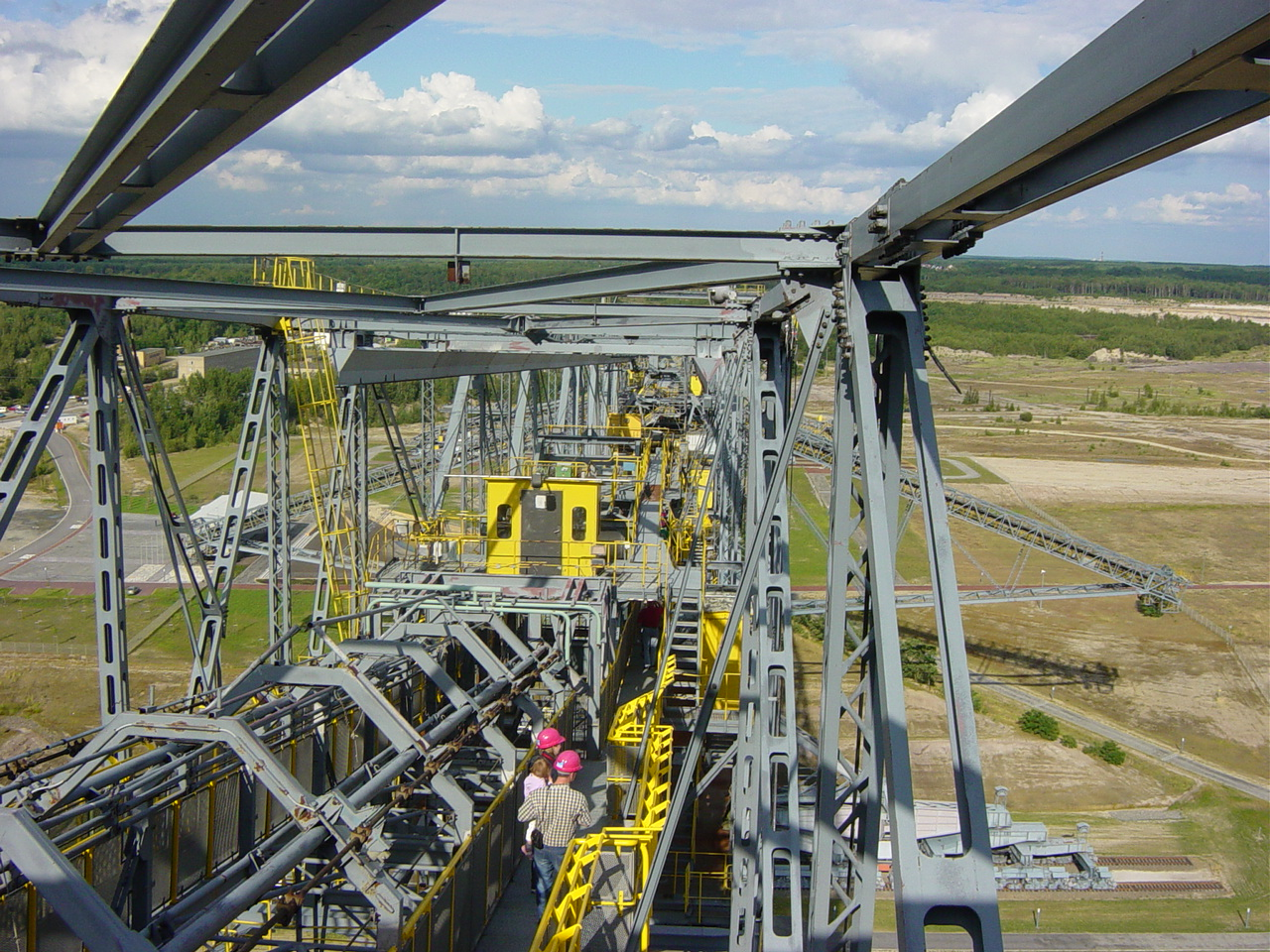
Ansicht in das Tragwerk der F60

Die Abraumbrücke ist die letzte von fünf von dem Kombinat TAKRAF gebauten F60. Die Montage wurde zwischen 1989 und 1991 für den Tagebau Klettwitz-Nord in Lauchhammer von der heutigen TAKRAF vorgenommen. Die Brücken sind die größten beweglichen technischen Arbeitsmaschinen der Welt. Am 5. Februar 1991 nahm die F60 ihren Betrieb auf. Sie bewegte von ihrer Inbetriebnahme bis zu ihrer Stilllegung am 30. Juni 1992 rund 27 Mio m³ Abraum. Nach der Wiedervereinigung ging der Tagebau Klettwitz-Nord in die Verantwortung der Lausitzer und Mitteldeutschen Bergbau-Verwaltungsgesellschaft (LMBV) über, die ihn im Auftrag des Bundes stilllegte und wirtschaftlich und umweltverträglich sanierte.
Als Teil der Lausitzer Leuchttürme gehörte die Förderbrücke zu den externen Projekten der Weltausstellung Expo 2000 in Hannover.
Zwischen 2000 und 2010 verfolgte die Internationale Bauausstellung Fürst-Pückler-Land das Ziel, der Region neue Impulse zu geben. Auch der ehemalige Tagebau Klettwitz-Nord wurde in das Konzept integriert und zu einem Besuchertagebau ausgebaut, die Förderbrücke ist seit 1998 zugänglich. Auf ihrer Spitze befindet sich in 74 Meter Höhe eine Aussichtsplattform mit aufgesetztem Rundumsichthaus.
Das Areal ist zudem Schauplatz diverser Konzerte und Festivals. Im März 2017 diente es als Kulisse für das Musikvideo zu Dein Lied der Band Kraftklub.